# (3637) O’Meara
(3637) O’Meara (1984 UQ) – planetoida z pasa głównego asteroid okrążająca Słońce w ciągu 4,08 lat w średniej odległości 2,55 au Odkrył ją Brian Skiff 23 października 1984 roku.